# Fest des jurassischen Volkes
Das Fest des jurassischen Volkes (Fête du peuple jurassien) ist ein Volksfest in Delémont, dem Hauptort des Schweizer Kantons Jura. Es findet seit 1948 jährlich in der ersten Septemberhälfte statt und wird vom Mouvement autonomiste jurassien (MAJ), dem früheren Rassemblement jurassien, organisiert. Das Fest dauert drei Tage (Freitag bis Sonntag) und umfasst Konzerte, Theateraufführungen, Auftritte von Strassenkünstlern und Tanzveranstaltungen. Den Sonntagmorgen nutzt das MAJ für Pressekonferenzen und politische Ansprachen im Zusammenhang mit der Jurafrage.

## Geschichte
Am 18. September 1948 führte das Mouvement séparatiste jurassien (ab 1951 Rassemblement jurassien genannt) das erste Fest des jurassischen Volkes durch. Es sollte künftig als jährliche Feier zur Erinnerung an die Protestkundgebung vom 20. September 1947 im Zuge der Moeckli-Affäre dienen, die als eigentlicher Auslöser der Jurafrage gilt. Ebenso sollte das Fest die separatistischen Bestrebungen der Jurassier zusätzlich legitimieren. Das Rassemblement jurassien nutzte jeweils das Fest, um seine wichtigsten Beschlüsse und Zielsetzungen möglichst öffentlichkeitswirksam zu verkünden, Resolutionen zu verabschieden sowie grosse Teile der jurassischen Bevölkerung für sein Anliegen, die Gründung eines eigenständigen Kantons, zu gewinnen.
Am 9. September 1962 kam es zu einem Eklat, als Romain Berberat, ein Oberleutnant der Schweizer Armee, als Zivilperson eine Rede hielt. Darin bezeichnete er den Berner Regierungsrat als «diktatorische Autokratie, die den Jura verspottet». Auf Betreiben von Regierungsratsmitglied Virgile Moine entzog ihm das Militärdepartement das Kommando über eine jurassische Füsilierkompanie. Die Medien verurteilten diese Sanktion als Angriff auf die Meinungsfreiheit, und selbst Berntreue waren der Auffassung, dadurch seien den Separatisten nur neue Argumente in die Hände gespielt worden. Zwei Jahre später lehnte es der Regierungsrat ab, den Separatisten anlässlich des «Bernertags» der Expo 64 in Lausanne irgendeine Art von Präsentation zu gewähren. Da der Staatsrat des Kantons Waadt Ausschreitungen zwischen den verfeindeten Lagern befürchtete, untersagte er für eine Woche jegliche Kundgebungen. Das Rassemblement jurassien rief daraufhin zum Boykott der Expo 64 auf und erreichte eine Solidarisierung bisher ungekannten Ausmasses, denn das in derselben Woche stattfindende Fest des jurassischen Volkes verzeichnete mit über 40'000 Besuchern einen Rekordandrang.
Nach den Juraplebisziten von 1974/75 und der Gründung des Kantons Jura im Jahr 1979 nahm das Interesse am Fest des jurassischen Volkes allmählich ab, da die wichtigste politische Forderung nun erfüllt war. Dieser Trend akzentuierte sich in den 1990er Jahren mit dem Abflauen des Konflikts, sodass bisweilen spöttisch vom Fête sans peuple («Fest ohne Volk») die Rede war. Als Folge davon rückte die Politik mit der Ausgabe 2000 in den Hintergrund, und die Organisatoren legten mehr Wert auf kulturelle Darbietungen, um ein jüngeres und unpolitisches Publikum anzusprechen.